# Jandson dos Santos
Jandson, bürgerlich Jandson dos Santos (* 16. September 1986 in Maruim), ist ein ehemaliger brasilianischer Fußballspieler.

## Karriere
Das Fußballspielen lernte Jandson in den Jugendmannschaften von Ceará SC, Uniclinic, Criciúma EC und Avaí FC. Bei Avaí FC unterschrieb er 2005 auch seinen ersten Vertrag. Von 2007 wurde er mehrmals ausgeliehen. Die erste Ausleihe erfolgte nach Israel. Hier spielte er von 2007 bis 2008 für Hapoel Ramat Gan. 2009  wurde er an EC Novo Hamburgo und EC Juventude ausgeliehen. América Mineiro lieh in 2010 aus. 2011 verpflichtete ihn Grêmio Prudente. Im gleichen Jahr wechselte er zu CD Feirense. CE Lajeadense verpflichtete ihn 2012. Hier wurde er im ersten Jahr an Brasiliense FC verliehen. 2013 wechselte er nach Saudi-Arabien zu Najran SC, einem Verein, der in Nadschran beheimatet ist. Nach Vertragsende ging er nach Thailand. Hier unterschrieb er für die Rückrunde 2015 einen Vertrag beim Erstligisten Buriram United. 2016 ging er wieder nach Saudi-Arabien und spielte für al-Qadisiyah und al-Khaleej FC. Der thailändische Erstligist Chiangrai United verpflichtete ihn für die Rückrunde 2017. Im Januar 2018 wechselte er abermals nach Saudi-Arabien zu seinem ehemaligen Verein al-Khaleej FC. Danach fand Jandson keinen Verein mehr.

## Erfolge
Buriram United
- Thai League Cup: 2015

Chiangrai United
- FA Cup: 2017